# Sile
El Sile (Sil /'sil/ o Siłe /'siːe/ en véneto) es un río de resurgencia en la región de Véneto. Proviene de varios manantiales repartidos entre Vedelago y Piombino Dese. Fluye con cierta sinuosidad de oeste a este y, una vez pasa por Treviso, se tuerce en dirección sureste hacia la Laguna de Venecia.

## Etimología
Este curso de agua se menciona por primera vez como Silis en el tercer libro de la Historia natural de Plinio el Viejo. Aparece luego como Sile en la Cosmografía de Rávena algunos siglos más tarde. Según Bartolomeo Burchelati, el hidrónimo deriva del latín silens; que traduce silencioso, refiriéndose a las tranquilas aguas del río. Estudios más recientes lo acercan a un probable término prelatino sila, con el significado de ‘canal’, o bien a la raíz indoeuropea sel- con el significado ‘salpicar’ o ‘manantial’.

## Galería de imágenes
|                                              |
| El río Sile a su paso por Quinto di Treviso. |

|                                                           |
| El río Sile en Treviso visto desde el puente San Martino. |

|                                   |
| El río Sile a su paso por Casier. |

|                                              |
| ‘Tarde en el Sile’, pintura de Beppe Ciardi. |

El Sile y algunos de sus afluentes, por su caudal constante, han sido siempre idóneos para el establecimiento de molinos. Incluso en el siglo XIX sólo en Treviso había sesenta y uno. Actualmente, ningún molino explota las aguas del río, pero muchos sobreviven como valiosos ejemplos de arqueología industrial.